# Замок Кардона
41°54′52″ пн. ш. 1°41′08″ сх. д. / 41.914444° пн. ш. 1.685556° сх. д.

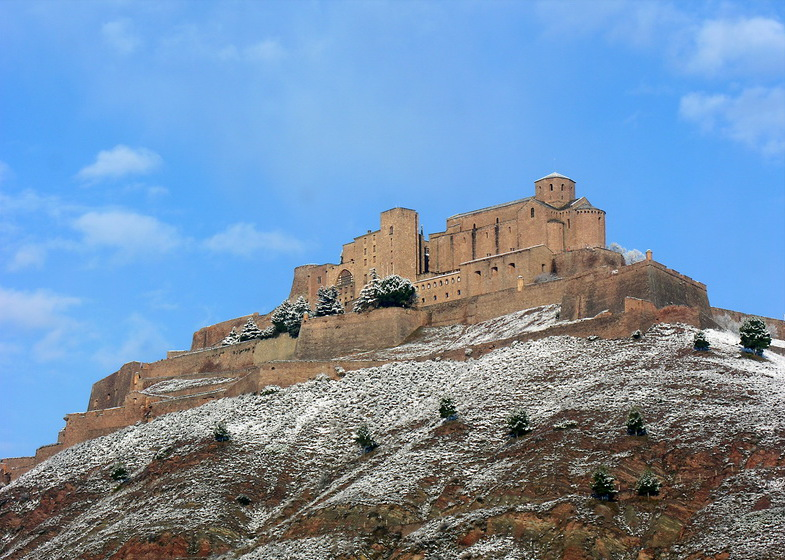

Замок Кардона, також Кардонський замок - одна з головних фортець Каталонії, розташована на майже 600-метровому пагорбі на північ від Барселони (сучасний муніципалітет Кардона, на північний схід).
Замок розпочав будувати в 886 році маркграф Віфред Волосатий . В середні віки віконти де Кардона належали до вищої аристократії Арагонського королівства і були пов'язані шлюбними союзами з правлячою династією. Церква Сан-Вісенте, розташована всередині замкового корпусу, була побудована в 1040 році, де знаходяться останки герцогів Кардону. Замок постійно розбудовувався, поки не перетворився на найбільший в усій Каталонії.
У XVII столітті Кардон став одним з осередків каталонського сепаратизму. За вдалі дії проти іспанців під час повстання сегадорів французький воєнноначальник Філіп де Ламот-Уданкур був удостоєний титулу герцога Кардонського. У 1693 році на території замку побудовані нові бастіони і друга лінія кріпосних стін.

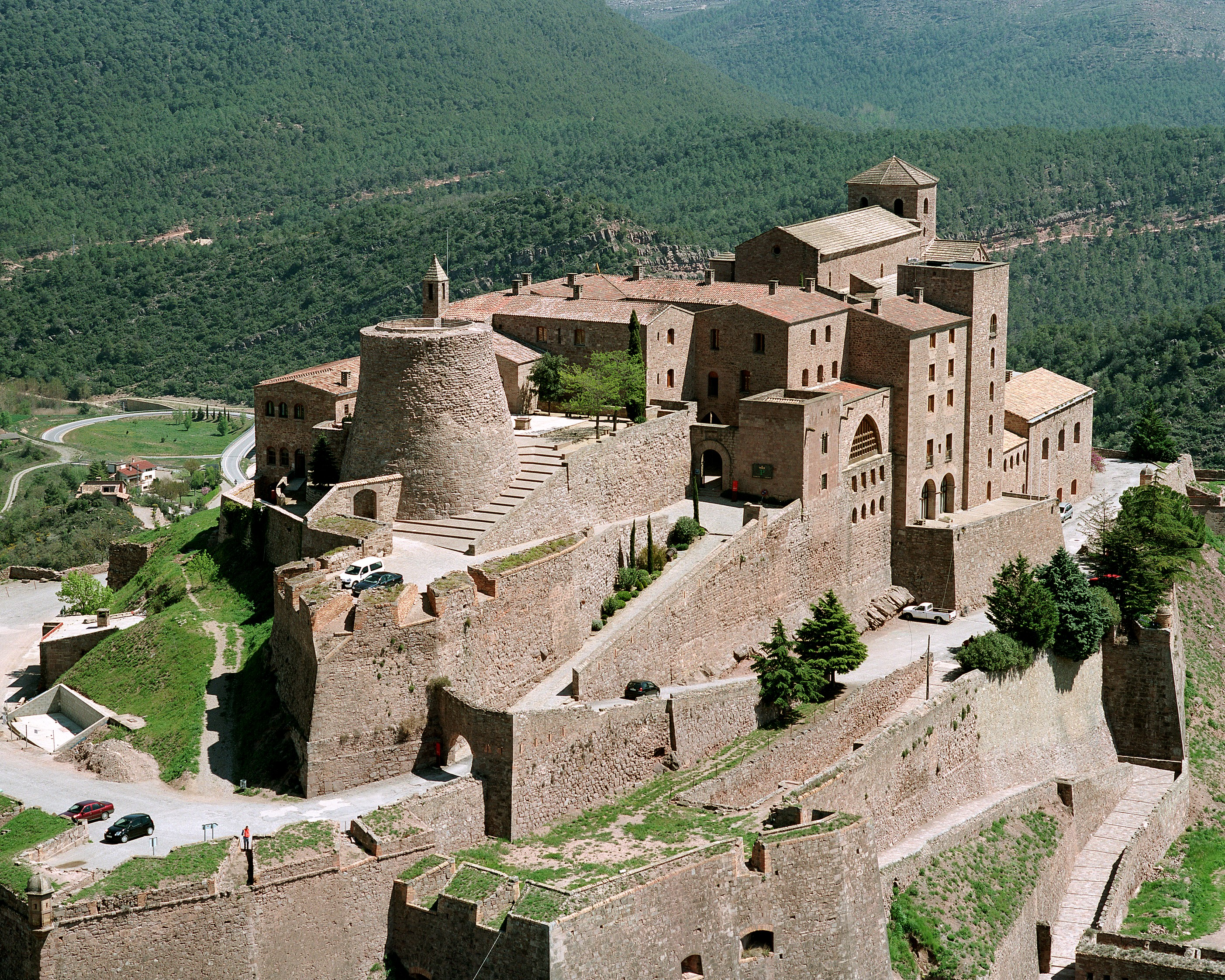

Під час Війни за іспанську спадщину після облоги замок був узятий 18 вересня 1714 року і зруйнований французами. Проте значна його частина збереглася, зберігся і 15-метровий донжон XI століття. Орсон Уеллс знімав в Кардонском замку фільм « Фальстаф».
З 1949 року Кардонський замок знаходиться під охороною держави. У 1976 році були розпочаті масштабні реставраційні роботи, завершення яких заплановано на 2014 рік. На території замку функціонує готель- Парадор ( ісп. ) На 106 номерів.